# 2125
Het jaar 2125 is een jaartal volgens de christelijke jaartelling.

## Gebeurtenissen
- 8 december - Er vindt een Venusovergang plaats; deze start om 13:15 en eindigt om 18:48 UTC.